# Астеропей
Астеропей (дав.-гр. Ἀστεροπαῖος) — персонаж давньогрецької міфології. Син Пелегона, онук Аксія. Вождь пеонійців, один із союзників Трої. Зумів легко поранити Ахілла, але був убитий. Згадується у Нонна як приклад убитого ворога.